# SN 2011J
SN 2011J – supernowa typu Ia odkryta 8 stycznia 2011 roku w galaktyce A105044+2800. W momencie odkrycia miała maksymalną jasność 18,80m.